# Staré Hobzí
Staré Hobzí är en ort i Tjeckien.   Den ligger i regionen Södra Böhmen, i den centrala delen av landet, 140 km sydost om huvudstaden Prag. Staré Hobzí ligger 509 meter över havet och antalet invånare är 562.
Terrängen runt Staré Hobzí är platt.Runt Staré Hobzí är det ganska glesbefolkat, med 22 invånare per kvadratkilometer. Närmaste större samhälle är Slavonice, 7,5 km väster om Staré Hobzí. Trakten runt Staré Hobzí består till största delen av jordbruksmark.